# Anisa Machluf

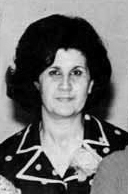
Anisa Machluf (vor 2000)

Anisa Machluf (arabisch أنيسة مخلوف, DMG Anīsa Maḫlūf; auch Anisa Makhlouf al-Assad; * 1930 in Latakia; † 6. Februar 2016 in Damaskus) war als Ehefrau des syrischen Präsidenten Hafiz al-Assad von 1971 bis 2000 First Lady des Landes. Sie ist die Mutter des späteren syrischen Diktators Baschar al-Assad.

## Werdegang
Machluf kam in der Küstenstadt Latakia zur Welt. Ihre alawitische Familie war wohlhabend. Sie heiratete 1957 den damaligen syrischen Luftwaffenpiloten und Baath-Partei-Funktionär Hafiz al-Assad. Die ersten Monate ihrer Ehe verbrachte das Paar in der Sowjetunion, wo ihr Mann eine Pilotenfortbildung absolvierte und wo auch ihr erstes Kind zur Welt kam, das jedoch im Säuglingsalter verstarb. Die Eheleute bekamen fünf weitere Kinder: Bushra, Basil († 1994), Bashar, Majed († 2009) und Mahir. Obwohl sie sehr selten in der Öffentlichkeit auftrat, galt sie während der Herrschaft ihres Mannes ab 1970 als sehr einflussreich in der syrischen Gesellschaft. Sie ist die Tante von Rami Machluf.
Während des Bürgerkriegs in Syrien wurde Anisa Machluf 2012 zusammen mit weiteren Mitgliedern der Assad-Familie vom Rat der Europäischen Union mit Sanktionen belegt, ihre Vermögenswerte wurden eingefroren und sie erhielt Reiseverbot. In ihren letzten Lebensjahren war sie oft krank und konsultierte deswegen vor 2012 des Öfteren Ärzte in Deutschland. Sie starb am 6. Februar 2016 in Damaskus.